# Mikhaïl Saltikov-Sxedrín
Mikhaïl Saltikov-Sxedrín (rus: Михаил Евграфович Салтыков)  (Spas-Ugol, 15 de gener de 1826 (Julià) - Sant Petersburg, 28 d'abril de 1889 (Julià)), nom real amb patronímic Mikhaïl Iegràfovitx Saltikov, més conegut pel seu pseudònim Sxedrín (o Xtxedrín), fou un important escriptor satíric rus. Durant una època, després de la mort del poeta Nikolai Nekràssov, feu d'editor de la coneguda revista russa Otetxestvènnie Zapiski, fins que li fou prohibit pel govern el 1884. El seu treball més conegut és la novel·la La família Golovliov (1876).

## Primers anys
Descendent de l'antiga família Saltikov, Mikhaïl Saltikov va néixer en la propietat del seu pare a l'óblast de Tula. La seva primera educació va ser força negligent, i la seva joventut, a causa de la severitat i les baralles domèstiques dels seus pares, va tenir moltes experiències melangioses. Negligit en gran part, desenvolupà un amor per llegir, encara que l'únic llibre a casa del seu pare era la Bíblia, que estudiava atentament.
Als deu anys ingressà a l'Institut de Moscou per a fills de la noblesa, i posteriorment al Liceu de Sant Petersburg, on el Príncep Aleksei Lobànov-Rostovski, que després fou ministre d'afers exteriors, era un dels seus companys de classe. Mentre allà publicava poesia, i traduccions d'alguns dels treballs de Lord Byron i Heinrich Heine, i es graduava en els seus estudis al Liceu, obtingué feina com a administratiu per al Ministeri de Guerra.
Durant 1854 publicà Un afer complicat, que, a causa de l'activitat revolucionària en aquella època a França i Alemanya, fou la causa del seu desterrament a Viatka, on passà vuit anys com a funcionari governamental menor. Aquesta experiència li permeté estudiar la vida i els costums de funcionaris en l'interior, i donar una descripció intel·ligent dels funcionaris provincials russos en la seva obra Esbossos provincials.

## Vida posterior

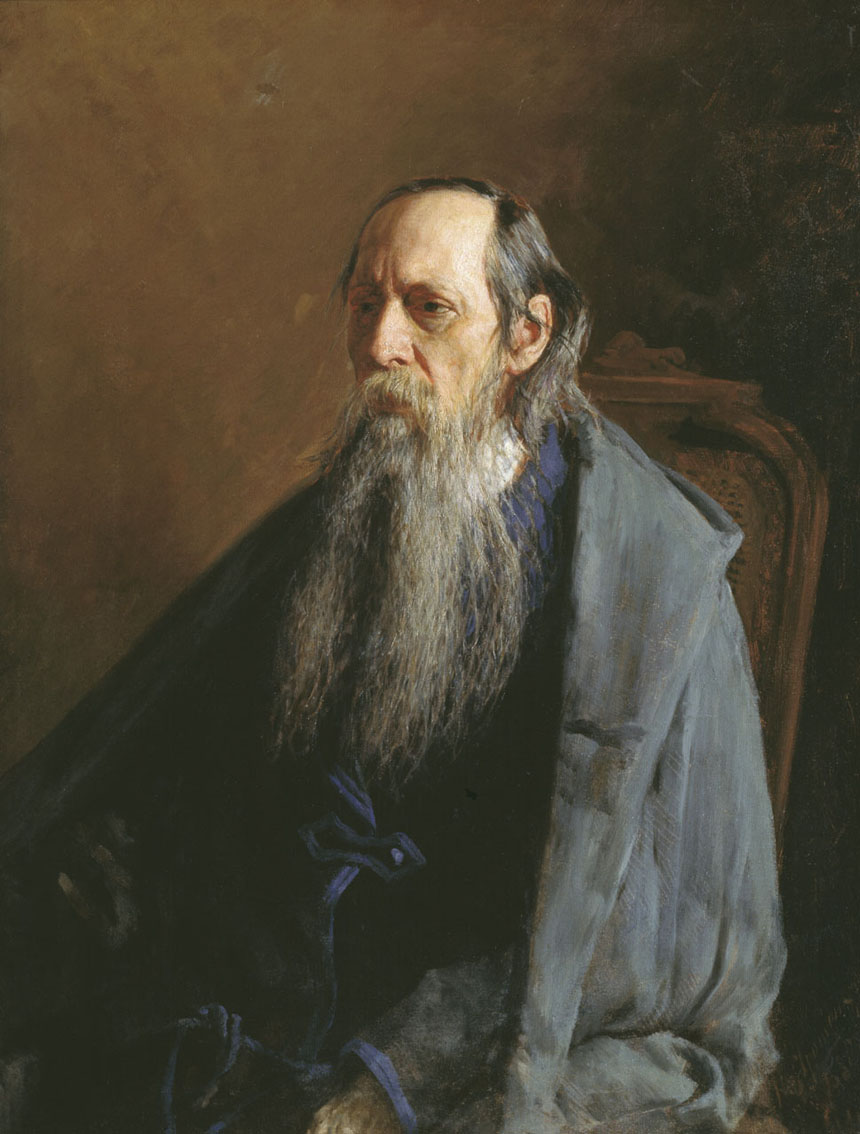
Retrat per Nikolai Iaroixenko, 1886

En retornar a Sant Petersburg, ben aviat fou promogut a càrrecs administratius de considerable importància. Després de fer un informe sobre la condició de la policia russa, se'l va nomenar subgovernador, primer de Riazan i després de Tver. La seva predilecció per l'obra literària l'induí a acabar el seu servei governamental, però les dificultats pecuniàries aviat l'obligaren a reingressar-hi, i durant 1864 fou nomenat president de les juntes locals d'impostos, successivament a Penza, Tula i Riazan.
Durant 1868, finalment, deixà el servei civil. Posteriorment escrigué les seves principals obres, és a dir Els vells temps de Poixenkhonie, que posseeix un cert interès autobiogràfic, La història d'una ciutat, una al·legoria satírica d'història russa Messieurs et Mesdames Pompadours; i la seva única novel·la, La família Golovliov (també traduït com a Casa de cobdícia o Una família de nobles). L'últim llibre, sovint considerat la seva obra mestra, és un estudi sobre la irresistible cobdícia 
L'última publicació de Saltikov fou un recull de faules satíriques i contes. Morí a Sant Petersburg i fou enterrat al Cementiri Literari. "L'únic objecte de la meva obra literària", escrigué Saltikov-Sxedrín, "era protestar indefectiblement contra `la cobdícia, la hipocresia, la falsedat, el robatori, la traïció i l'estupidesa dels russos moderns".

## Obres
La major part de l'obra de Saltikov és una mena d'indescriptible classe de periodisme satíric, generalment amb poca o cap estructura narrativa, i intermediari en forma entre el clàssic "caràcter" i el contemporani fulletó. En el seu temps fou molt popular, per bé que d'aleshores ençà ha perdut bona part de la seva apel·lació, simplement perquè satiritza condicions socials que ja fa molt de temps que han deixat d'existir, i bona part s'ha tornat inintel·ligible sense comentari.
Durant 1869-70 publicà La història d'una ciutat, que marca l'acabament del primer període en l'obra de Saltikov. És una mena de paròdia de la història russa, concentrada en el microcosmos d'una ciutat provincial, els successius governadors, els quals són caricatures transparents de sobirans russos i ministres, i el mateix nom, que és representatiu de les seves qualitats - Glupov, literalment ciutat-babau, atès que глуп (glup) en rus vol dir estúpid.
La majoria de treballs del període posterior de Saltikov s'escriuen en una llengua que el mateix sàtir anomenava "isòpic". És un circumloqui continu a causa de censura i exigeix un comentari de lectura constant. L'estil, a més, es basa en el mal estil periodístic del període, que s'originà en gran part amb Osip Senkovski, i que avui invariablement produeix una impressió de vulgaritat dolorosament elaborada.
La família Golovliov va ser descrit per D. S. Mirsky com el llibre més trist de tota la literatura russa - encara més trist perquè l'efecte és assolit pel mitjà més simple sense cap efecte teatral, melodramàtic, o atmosfèric. El caràcter més notable d'aquesta novel·la és Porfiri Golovliov, que rep el malnom de "Petit Judes", l'hipòcrita buit i mecànic que no pot parar de parlar, un xerraire greixós i insignificant, no pas per alguna necessitat de benefici interior o exterior, sinó perquè la seva llengua necessita ser exercitada de manera constant. Un altre crític literari, Vissarion Belinski, descriu l'obra com una de les millors novel·les, no només de la literatura russa, sinó de la de tots els països. En aquesta obra, tan formidable, l'autor expressa la desintegració social que en aquell temps regnava a Rússia.

## Adaptacions cinematogràfiques
Adaptacions cinematogràfiques de les seves obres